# Guido Calvi (politico)
Guido Calvi (Pescara, 17 luglio 1940) è un avvocato e politico italiano.

## Biografia
Laureato in giurisprudenza all'Università "La Sapienza" di Roma, ha insegnato per un anno all'Università di Salerno e poi dal 1966 è docente all'Università di Camerino .
Come membro della Associazione Giuristi democratici fondata negli anni '60 da numerose personalità politiche come Lelio Basso e Umberto Terracini, fu, insieme a Nino Marazzita, avvocato di parte civile nel processo per la morte del poeta e regista Pier Paolo Pasolini. Difese il prigioniero politico cileno Luis Corvalán, il perseguitato politico greco Alexandros Panagulis e l'italiana Lorna Briffa-Caviglia e, in Italia, assunse la difesa di Pietro Valpreda nel 1969 (ingiustamente additato come colpevole della strage di piazza Fontana) e del calciatore Giuseppe Wilson nel 1980, durante lo scandalo del calcioscommesse. Fu avvocato delle parti civili nei processi per le stragi di piazza della Loggia a Brescia, della stazione di Bologna e del Rapido 904 (antivigilia di Natale 1984), e nel processo per la morte del generale Licio Giorgieri (ucciso dalle Brigate Rosse nel 1987).
Dopo essere stato iscritto al PSIUP in gioventù, nel 1996, in quota PDS, fu eletto al Senato della Repubblica avendo raccolto con la coalizione dell'Ulivo 93.019 voti nel collegio uninominale di Ancona.
Nel 2001 (XIV Legislatura) fu eletto nel collegio di Fano raccogliendo 75.361 voti.
Nel 2006 (XV Legislatura) è confermato senatore nella circoscrizione Marche, con la lista dei Democratici di Sinistra, ricoprendo i ruoli di vicepresidente della prima commissione permanente "Affari Costituzionali", membro del Comitato parlamentare per i procedimenti di accusa e Presidente del Consiglio di garanzia. Termina il proprio mandato parlamentare nel 2008.
Nel 2010 è stato eletto membro non togato del Consiglio Superiore della Magistratura con 647 voti in quota PD.
Nel 2016 si è battuto contro la riforma costituzionale fortemente voluta dal Governo Renzi e ha presieduto il Comitato "Scelgo No" in vista del referendum confermativo del 4 dicembre 2016, che poi ha visto prevalere la posizione del "No".